# Comuna Kirove, Rozdilna
Kirove (în ucraineană Кірове) este o comună în raionul Rozdilna, regiunea Odesa, Ucraina, formată din satele Andrievo-Ivanove, Kalantaiivka, Karpove, Blagodatne (reședința) și Oleksandrivka.

## Demografie
Componența lingvistică a comunei Kirove
     Ucraineană (86,68%)
     Rusă (8,33%)
     Română (4,44%)
     Alte limbi (0,31%)
Conform recensământului din 2001, majoritatea populației comunei Kirove era vorbitoare de ucraineană (86,68%), existând în minoritate și vorbitori de rusă (8,33%) și română (4,44%).